# Lovenula simplex
Lovenula simplex é uma espécie de crustáceo da família Diaptomidae.
É endémica da África do Sul.